# Severozápadní Čína

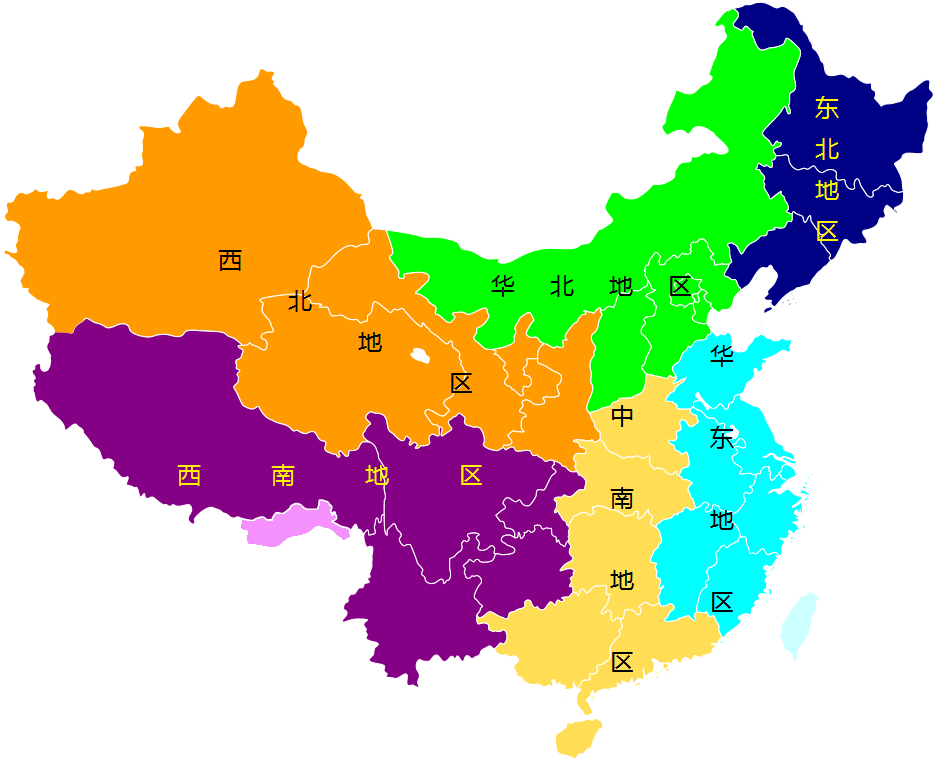
Rozdělení Číny na oblasti: severozápadní Čína oranžová vlevo nahoře

Severozápadní Čína (čínsky v českém přepisu Si-pej, pchin-jinem Xīběi, znaky 西北) je oblast Čínské lidové republiky, která se skládá z autonomních oblastí Sin-ťiang a Ning-sia a z provincií Šen-si, Kan-su a Čching-chaj.